# 妖精の踊り (バッジーニ)
幻想的スケルツォ『妖精の踊り』（伊：La Ridda Dei Folletti、仏：La ronde des Lutins）作品25は、アントニオ・バッジーニが1853年に作曲したヴァイオリンとピアノのための小品。
バッジーニの楽曲として今日広く知られている数少ない作品の一つであり、非常に強烈なヴァイオリン技巧を見せつける作品で、ハインリヒ・ヴィルヘルム・エルンストの『庭の千草変奏曲』と共に、ヴァイオリニストの演奏会最後の見せ物としてしばしば登場する。

## 構成
クアジ・プレスト、ホ短調、4分の2拍子、ロンド形式。
序奏でピアノがオクターブでH音を連打すると、すぐにヴァイオリンが音階進行の主題を鳴らし始める。2拍子なので、時に観客がスリルを感じて手拍子を打ち鳴らす光景も見られる。
トレモロ重音と高音域への音階、跳躍と移弦、さらにはフラジオレットの多用など、ヴァイオリンの技巧が充満しており、聴衆に衝撃すら与える。
中間部ではロ短調・ロ長調に変わりここでもリコッシェサルタートや左手のピッツィカートなど一刻の猶予もなくテクニックが披露される。
最後はホ長調に転調した主題が繰り返され華々しく終わる。
主題は冒頭の16分音符4つと8分音符6つのものだけであり、最後まで使い回され他の内容は全くない。ピアノ伴奏は至って単純でひたすらヴァイオリン演奏技巧を見せ付けるためだけの作品である。それだけに演奏効果は抜群である。